# ساختمان راهنمایی و رانندگی
ساختمان راهنمایی و رانندگی مربوط به دوره پهلوی اول است و در آبادان، خیابان سیکلین، روبروی آتش‌نشانی قرار دارد و این اثر در تاریخ ۱۲ بهمن ۱۳۸۱ با شمارهٔ ثبت ۷۲۵۰ به‌عنوان یکی از آثار ملی ایران به ثبت رسیده است.